# Saragossa (comarca)
L'anomenada comarca de Saragossa o mancomunitat central de Saragossa o comarca Central és una de les comarques de l'Aragó. Inclou gran part de l'àrea metropolitana de Saragossa. La capital és Utebo.

## Llista de municipis
Alfajarín, Botorrita, El Burgo de Ebro, Cadrete, Cuarte de Huerva, Fuentes de Ebro, Jaulín, María de Huerva, Mediana de Aragón, Mozota, Nuez de Ebro, Osera de Ebro, Pastriz, La Puebla de Alfindén, San Mateo de Gállego, Utebo, Villafranca de Ebro, Villamayor de Gállego, Villanueva de Gállego, Saragossa i Zuera.